# Callander (Ontario)
Callander es un municipio canadiense situado en la provincia de Ontario.

## Superficie
Callander tiene una superficie de 102,98 km².

## Demografía
En 2021, tenía 3964 habitantes, una densidad poblacional de 38,5 hab./km², y 1758 viviendas.